# 조지 배스

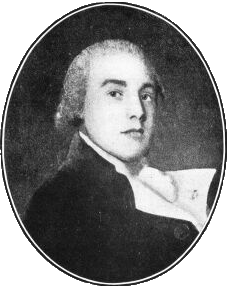
조지 배스

조지 배스(George Bass, /bæs/; 1771년 1월 30일 ~ 1803년 2월 5일 이후)는 영국 해군의 군의관이자 오스트레일리아 탐험가였다.
배스는 1771년 1월 30일 링컨셔주의 슬리포드(Sleaford) 근처에 있는 아스와르비(Aswarby)에서 소작농인 조지 배스(George Bass)와 사라(Sarah)라는 지역 미인의 아들로 태어났다. 아버지는 배스가 6살이던 1777년에 사망했다. 보스턴 그래머 스쿨(Boston Grammar School)에 다녔고 나중에 링컨셔의 보스턴에 있는 병원에서 의학 교육을 받았다. 18세에 런던에서 외과의사 중대의 일원으로 받아들여졌고 1794년에는 외과의로 영국 해군에 입대했다.
그는 1795년 9월 7일 HMS 릴라이언스 호를 타고 뉴 사우스 웨일즈의 시드니에 도착했다. 또한 항해에는 매슈 플린더스, 존 헌터, 베넬롱 및 그의 외과의의 조수 윌리엄 마틴이 있었다.